# Dorayaki

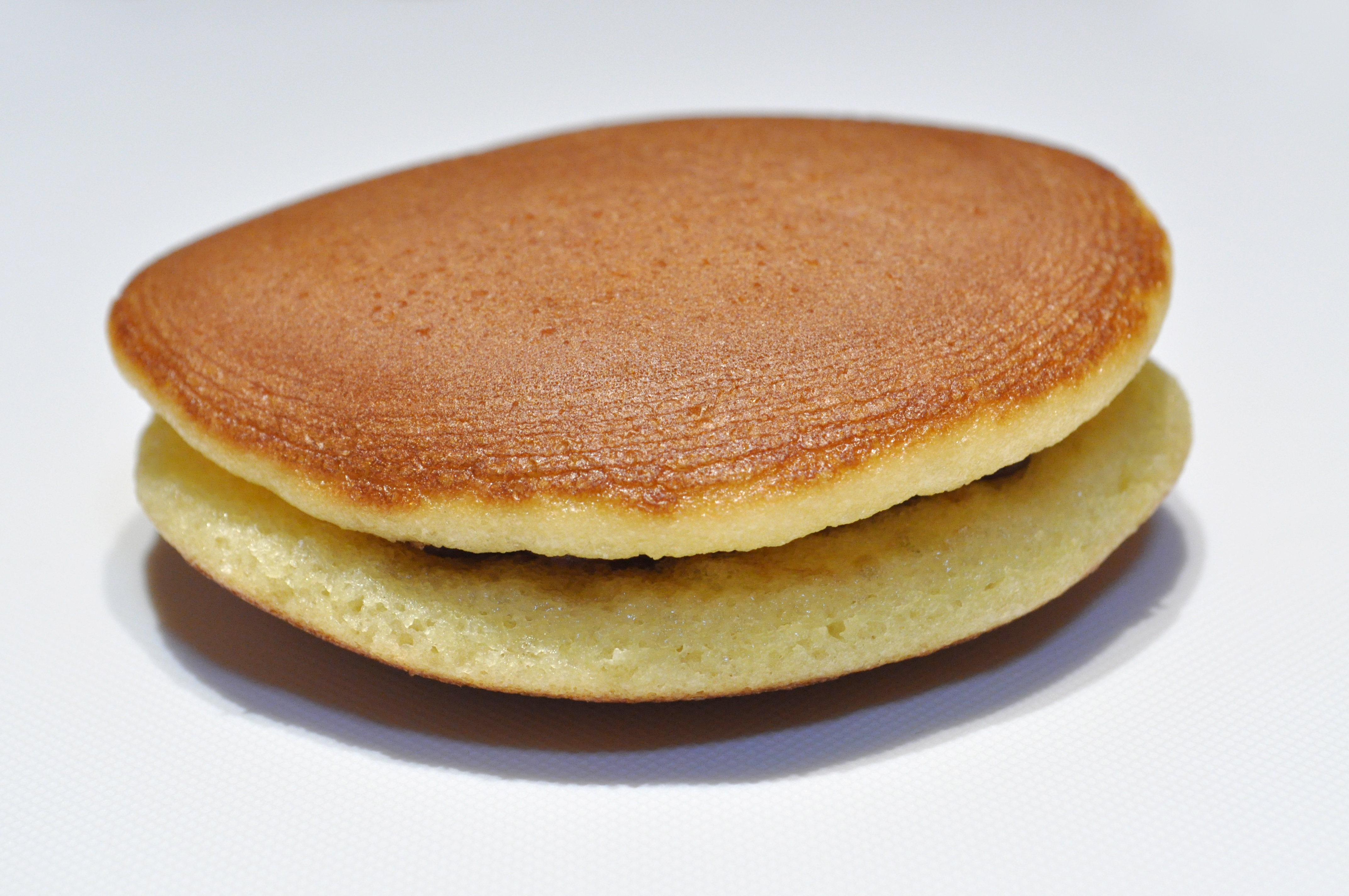
Dorayaki.

Dorayaki ( 銅鑼焼き, ドラ焼き, どらやき?) är en typ av wagashi som består av två plätt-liknande stycken av kasutera (japansk sockerkaka) med fyllning av söt röd azuki-bönpasta (an).  Dorayaki påminner om imagawayaki, men dessa anrättas med plättarna helt omslutande bönpastafyllningen och serveras ofta varma.